# Вайс, Состен
Состен Вайс (29 января 1872, Мерциг, Дикирх — 28 июля 1941, Люксембург) — люксембургский художник.
Нарисовал более 5000 акварелей, в основном с видами Люксембурга и его окрестностей. Также работал как архитектор, проектируя значимые здания Люксембурга.

## Биография

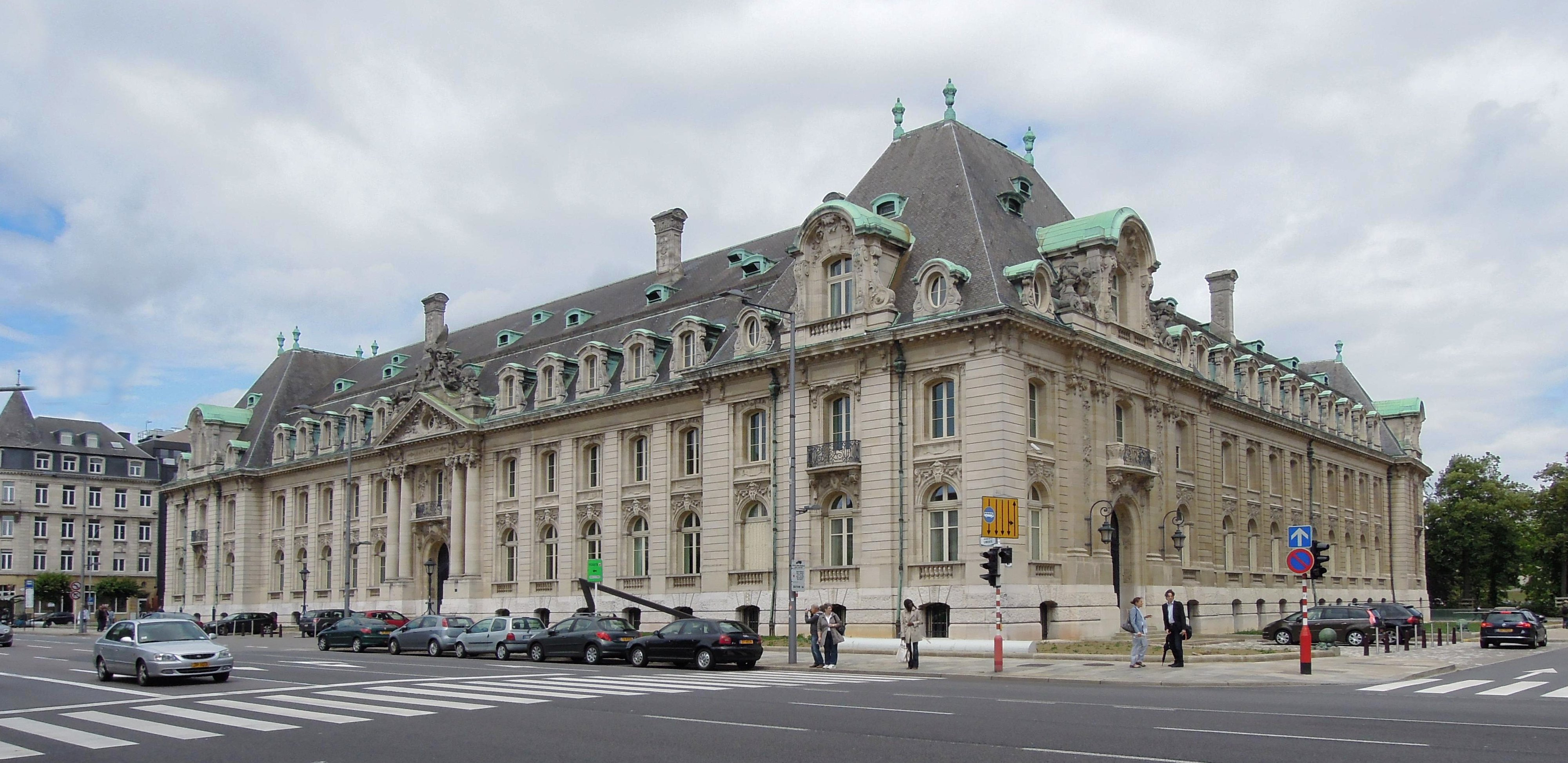
Здание штаб-квартиры бывшей компании ARBED

Состен Вайс родился в городе Мерциг возле Эттельбрюка 29 января 1872 года. Родители — отец, кожевник по профессии Франсуа Вайс и мать Сойер. Вайс окончил среднюю школу в Атене (Athénée) в Люксембурге.
Затем с 1891 года Вайс изучал гражданское строительство в Рейнско-Вестфальском техническом университете Ахена. Потом учился в Мюнхенском техническом университете в Мюнхене.

## Архитектор
После учёбы Состен Вайс работал в течение нескольких лет у знаменитого Мюнхенского архитектора Ханса Грасселя (Hans Grässel). Вернувшись в Люксембург в 1902 году, он женился на Мари Петс (Marie Pütz), с которой имел троих детей.
В 1904 году он разработал проект бенедиктинского монастыря в городе Peppange, а в 1917 году он стал главным архитектором сталелитейной кампании ARBED. Вместе с Рене Тэри из Брюсселя он руководил строительством новой штаб-квартиры компании в Люксембурге, а также строил жилье для рабочих и служащих компании. Среди наиболее значимых его работ — здание Лицея искусств и ремёсел, усыпальница Пола Эйшена (Eyschen) (1841—1915), бывшего премьер-министра Люксембурга на кладбище Нотр-Дам в Люксембурге, отель Des Postes, Дом престарелых (1902) в Эттельбрюке и др.

## Художник
Состен Вайс был также успешным художником. В детстве он украшал свои письма с цветочным орнаментом, а когда был за границей то посещал художественные курсы и изучал работы художников акварелистов, включая работы художника Уильяма Тернера. Вайс очень полюбил акварельную живопись. В Люксембурге он часто ходил на речки Pétrusse или Альзет, чтобы для рисования красивые места. Художник часто возвращался рисовать одно и то-же место с его разным освещением. Несмотря на то, что большинство его картин нарисовано в Люксембурге, он рисовал и окрестности города, шахтерские городки, горы, места его путешествий по Турции, Тунисеу, Греции и Югославии.
Его ранние картины (до 1900 года) выказывают его интерес к архитектуре. Здания на его картинах показаны с большой точностью.
Принадлежность художника к стилю романтического постимпрессионизма видно из его работ 1915—1945 годов. Вайс овладел искусством поэтического воспроизведения туманного света ранним утром, теплоту полдня или дымки в долинах на закате. Постепенно его изображение реальности стало менее точным, но более образным. В изображении природы Вайс старался сосредоточиться на главном. Интерпретации его образов стали более свободными. В его картинах был показан мир мечты и фантазии.

## Картины

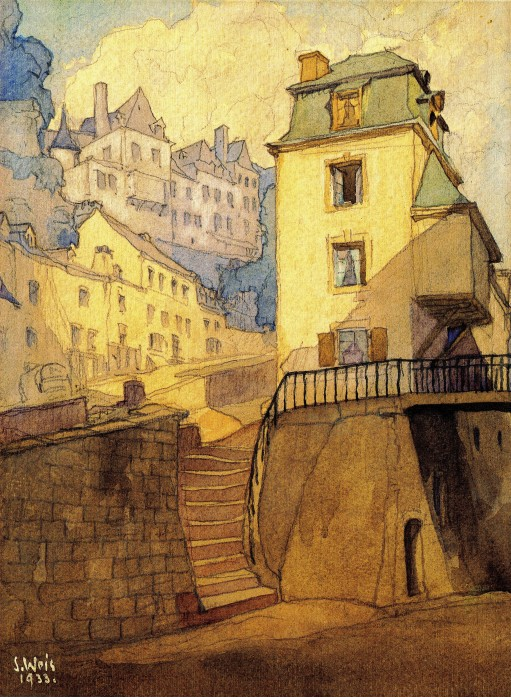
Состен Вайс. Люксембург. Акварель. (1933)
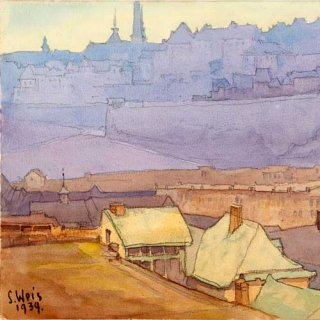
Состен Вайс. Faubourg.  Акварель.(1939)
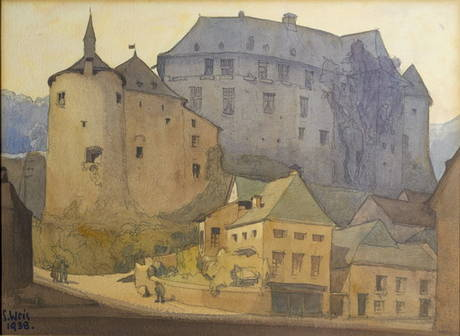
Состен Вайс. Замок Клерво.  Акварель. (1938)
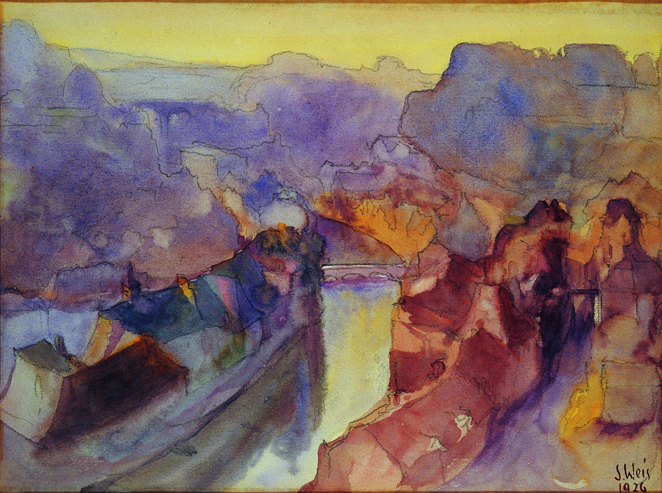
Состен Вайс. Люксембург. Акварель. (1926)
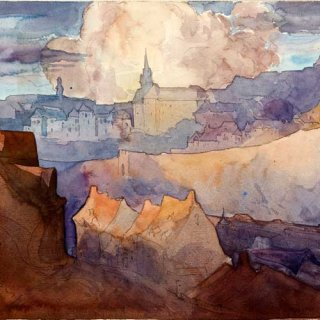
Состен Вайс. Corniche.  Акварель. (1926)

## Память
В Люксембурге изданы марки с изображением картин художника, одна из улиц города носит его имя.